# Icaridina

Estrutura química da (P)icaridina

A Icaridina, também conhecida por Picaridina ou KBR 3023 (piperidinecarboxylic acid, hydroxyethyl, methylpropylester) – é um princípio ativo derivado da pimenta. O produto é um promissor repelente usado para combater insetos como Aedes aegypti, transmissor da dengue e febre amarela; anófeles, transmissor da malária; flebótomo, transmissor da leishmaniose e carrapato-estrela, transmissor da febre maculosa, entre outros.
Segundo a Sociedade Brasileira de Dermatologia a Icaridina é um dos três princípios ativos indicados pela Organização Mundial da Saúde (OMS). Ele pode ser usado em crianças acima de dois anos de idade, aventureiros, praticantes de esportes ao ar livre e pessoas que moram ou viajam para áreas endêmicas.
A Icaridina possui ação de longa duração no combate aos insetos, quando encontrada na concentração ideal: entre 20 e 25%. Nessas concentrações, o produto protege as pessoas por até 10 horas, ou a cada cinco horas, caso a temperatura seja superior a 30°C.
Segundo a literatura médica, devido à baixa absorção pelo organismo humano, a Icaridina pode ser utilizada junto com protetores solares, já que não há interação entre os produtos. Entretanto, se for utilizar  protetor solar, o correto é usar o produto meia hora antes do repelente, para que não haja interferência na ação de ambos os produtos. Caso contrário, as chances são grandes de a pessoa ficar vulnerável aos raios solares e às picadas dos insetos transmissores de doenças.

## Características principais
- É incolor;
- Tem odor agradável;
- Não é oleosa, e mantém a pele macia;
- Não afeta materiais como plásticos, vernizes e tecidos sintéticos.

## História
Devido à alta incidência de malária durante suas missões à Guiana Francesa e na Floresta Amazônica, o Dr. Eric Lundwall, médico do Serviço de Doenças Infecciosas e Tropicais do Hospital Avicennes em Paris, na França, indicou ao exército os princípios ativos e suas concentrações com base em evidências médicas, para evitar epidemia.
Lançada em 2002, a Icaridina chegou ao mercado mundial, em grande escala, no ano de 2004. A partir de 2005, o princípio ativo começou a ser vendido no Brasil.

## Precauções no Uso
Tal como todos os quatro repelentes indicado pelo CDC (DEET, Icaridina/Picaridina, OLE-Óleo de Eucalipto Citriodora fabricado para repelente e IR3535) a sua aplicação deve ser feita com os seguintes cuidados:
- aplicar apenas nas partes de pele descobertas e nas roupas conforme as indicações do fabricante, nunca devendo ser aplicado sobre a pele coberta por roupas;
- não aplicar sobre ferimentos, alergias e irritações da pele;
- nunca aplicar diretamente no rosto (aplique nas mãos e espalhe na face) nem aplicar nos lábios, olhos e mucosas;
- lavar as mão após aplicar para evitar contatos com os olhos e ingestão acidental;
- crianças não devem manipular repelentes. Os adultos devem antes aplicar em sua próprias mãos e depois espalhar delicadamente na pele das crianças. Nunca aplique repelentes nas mãos da crianças para
evitar ingestão ou contato com os olhos acidentalmente. Apenas use produtos indicados pelo fabricante para aplicar em crianças (com menor quantidade do princípio ativo entre outras características da fórmula);
- aplique apenas o necessário para cobrir a pele exposta ou roupas. Aplicar em excesso é geralmente inútil, mas caso os insetos continuem a picar aplique apenas um pouco mais;
- após sair da área de exposição às picadas é recomendado lavar os locais de aplicação na pele ou se banhar e lavar as roupas que receberam o repelente, principalmente se haverá uso contínuo por vários dias;
- em caso de alergia lave o local da aplicação e pare de usar o repelente. Para alergias mais graves procure auxílio médico e apresente a embalagem do produto utilizado;
- nunca aplique repelente em crianças menores de dois meses de idade. Prefira usar um mosquiteiro;
- sempre guarde os repelentes fora do acesso de crianças; e
- no caso de se usar repelente em spray faça-o em ambiente ventilado evitando respirar o produto.
1. ↑  Sociedade Brasileira de Dermatologia (20 de março de 2015). «Sociedade Brasileira de Dermatologia alerta sobre o uso de repelentes em crianças». Consultado em 9 de junho de 2015
2. ↑  Centers for Disease Control and Prevention - US Government. «The Yellow Book - Capítulo 2: The Pre-Travel Consultation - Counseling & Advice for Travelers». Consultado em 6 de junho de 2015
3. ↑  Academia Americana de Pedriatria. «Insect Repellents». Consultado em 7 de junho de 2015